# Lago Jach'a Quta (Aroma)
Jach'a Quta (en Aimara jach'a es grande y quta es lago, "gran lago", en ortografía hispánica Jacha Kkota) es un lago boliviano, ubicado al oeste de la ciudad de Calamarca de la provincia de Aroma en el departamento de La Paz. 